# 钓樟球针壳
钓樟球针壳（学名：Phyllactinia linderae）是属于白粉菌目白粉菌科球针壳属的一种真菌，寄生在樟科植物上。该种分布于中国。